# Byron Coley
Byron Coley – amerykański krytyk muzyczny – w latach osiemdziesiątych i wczesnych dziewięćdziesiątych – redaktor magazynu Forced Explosure. Przedtem pracował dla czasopism New York Rocker, Spin, Take It! i Boston Rock. Obecnie pisze dla miesięcznika The Wire oraz prowadzi własną wytwórnię Ecstatic Yod. 
Coley był współautorem broszur dołączanych do albumów m.in. Johna Faheya, Steffena Basho-Junghansa oraz grup the Flesh Eaters, Borbetomagus, Sonic Youth, Dinosaur Jr. i Yo La Tengo. Wystąpił również w filmach dokumentalnych o Half Japanese, Minutemen, Jandek, The Holy Modal Rounders i Borbetomagus. Był autorem eseju dołączonego do edycji specjalnej albumu Daydream Nation. W 2011 roku opublikował pierwszy zbiór swoich recenzji, pod tytułem C'est la guerre: Early writings 1978–1983. 